# Costova plocha
Costova plocha je minimální plocha, kterou objevil brazilský matematik Celso Costa v roce 1982. 
Až do objevu této plochy byly známy pouze tři minimální plochy, které samy sebe neprotínají a jsou neohraničené: rovina, katenoid a helikoid.

## Definice
Plochu lze parametrizovat pomocí Weierstrassovy zeta a Weierstrassovy eliptické funkce.

## Vlastnosti
Costova plocha je orientovatelná, protože dělí prostor na dvě navzájem nepropojené oblasti a tvoří tak hranici mezi nimi. Rod plochy je {\displaystyle g=1}, Eulerova charakteristika plochy je {\displaystyle \chi (M)=-3} a její celková křivost činí {\displaystyle 2\pi (\chi (M)-3)=-12\pi }.
Jedná se minimální plochu, která není ohraničená, tedy je možno na ní nahlížet, jako na kompakt s dírou. Z topologického hlediska se jedná o torus se třemi dírami. Fyzicky je možné sekci této plochy vytvořit pomocí membrány bubliny natažené na třech očkách zároveň (očka tvoří hranice plochy).